# DFB-Hallenpokal der Frauen 2012

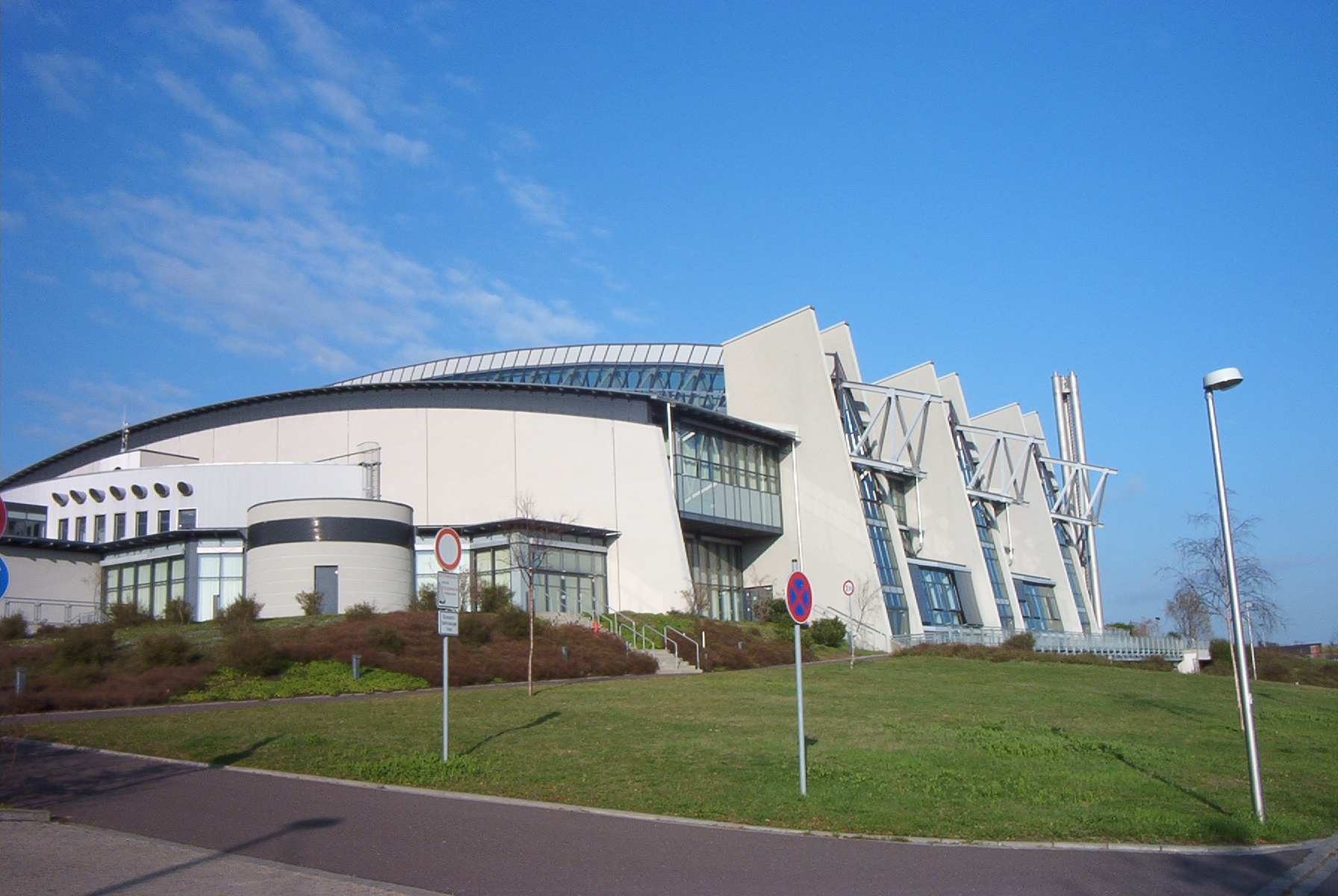
Die Bördelandhalle in Magdeburg

Der 18. DFB-Hallenpokal der Frauen wurde am 21. Januar 2012 in Magdeburg ausgetragen. Spielort war zum dritten Mal die GETEC-Arena. Durch einen 4:0-Finalsieg über den FCR 2001 Duisburg konnte sich der 1. FFC Frankfurt zum siebenten Mal den Titel sichern.

## Modus
Am Turnier nahmen die zwölf Mannschaften der Bundesligasaison 2011/12 teil. Diese wurden auf drei Gruppen zu je vier Mannschaften verteilt. Innerhalb jeder Gruppe spielte jede Mannschaft einmal gegen jede andere. Die Spielzeit betrug 1 × 12 Minuten ohne Seitenwechsel. Für einen Sieg gab es drei Punkte, für ein Unentschieden einen Punkt. Bei Punktgleichheit nach den Gruppenspielen von zwei oder mehreren Mannschaften entschied zunächst die bessere Tordifferenz über die Platzierung, bei ebenfalls gleicher Tordifferenz die höhere Anzahl der erzielten Tore. Sollte dann immer noch keine Entscheidung gefallen sein, zählte das Ergebnis im direkten Vergleich. Letztes Kriterium wäre der Zeitpunkt des ersten Turniertores gewesen.
Die Gruppensieger, die Gruppenzweiten und die zwei punktbesten Gruppendritten erreichten das Viertelfinale. Stand es ab dem Viertelfinale nach regulärer Spielzeit unentschieden, folgte direkt ein Neunmeterschießen. Die unterlegenen Halbfinalisten belegten gemeinsam den dritten Platz.

## Auslosung
Die Auslosung fand am 15. Dezember 2011 statt und ergab folgendes Ergebnis.
| Gruppe A               | Gruppe B          | Gruppe C           |
| ---------------------- | ----------------- | ------------------ |
| Bayer 04 Leverkusen    | FCR 2001 Duisburg | SC 07 Bad Neuenahr |
| SG Essen-Schönebeck    | SC Freiburg       | 1. FFC Frankfurt   |
| FF USV Jena            | Hamburger SV      | 1. FC Saarbrücken  |
| 1. FFC Turbine Potsdam | FC Bayern München | VfL Wolfsburg      |

## Spielplan

### Vorrunde

#### Gruppe A
| Pl. | Verein                   | Sp. | S | U | N | Tore    | Diff. | Punkte |
| --- | ------------------------ | --- | - | - | - | ------- | ----- | ------ |
| 1.  | 1. FFC Turbine Potsdam   | 3   | 3 | 0 | 0 | 013:100 | +12   | 09     |
| 2.  | Hamburger SV             | 3   | 2 | 0 | 1 | 004:400 | ±0    | 06     |
| 3.  | Bayer 04 Leverkusen      | 3   | 1 | 0 | 2 | 009:800 | +1    | 03     |
| 4.  | 1. FC Lokomotive Leipzig | 3   | 0 | 0 | 3 | 002:150 | −13   | 0      |

|                          | Ergebnis |                          |
| ------------------------ | -------- | ------------------------ |
| 1. FFC Turbine Potsdam   | 6:0      | 1. FC Lokomotive Leipzig |
| Bayer 04 Leverkusen      | 1:2      | Hamburger SV             |
| Hamburger SV             | 0:2      | 1. FFC Turbine Potsdam   |
| 1. FC Lokomotive Leipzig | 1:7      | Bayer 04 Leverkusen      |
| 1. FFC Turbine Potsdam   | 5:1      | Bayer 04 Leverkusen      |
| Hamburger SV             | 2:1      | 1. FC Lokomotive Leipzig |

#### Gruppe B
| Pl. | Verein              | Sp. | S | U | N | Tore    | Diff. | Punkte |
| --- | ------------------- | --- | - | - | - | ------- | ----- | ------ |
| 1.  | FCR 2001 Duisburg   | 3   | 2 | 0 | 1 | 009:500 | +4    | 06     |
| 2.  | FC Bayern München   | 3   | 2 | 0 | 1 | 007:600 | +1    | 06     |
| 3.  | SC Freiburg         | 3   | 1 | 0 | 2 | 005:700 | −2    | 03     |
| 4.  | SG Essen-Schönebeck | 3   | 1 | 0 | 2 | 005:800 | −3    | 03     |

|                     | Ergebnis |                     |
| ------------------- | -------- | ------------------- |
| FCR 2001 Duisburg   | 1:3      | FC Bayern München   |
| SG Essen-Schönebeck | 1:2      | SC Freiburg         |
| SC Freiburg         | 1:2      | FCR 2001 Duisburg   |
| FC Bayern München   | 0:3      | SG Essen-Schönebeck |
| FCR 2001 Duisburg   | 6:1      | SG Essen-Schönebeck |
| SC Freiburg         | 2:4      | FC Bayern München   |

#### Gruppe C
| Pl. | Verein             | Sp. | S | U | N | Tore    | Diff. | Punkte |
| --- | ------------------ | --- | - | - | - | ------- | ----- | ------ |
| 1.  | 1. FFC Frankfurt   | 3   | 2 | 0 | 1 | 006:300 | +3    | 06     |
| 2.  | FF USV Jena        | 3   | 2 | 0 | 1 | 005:500 | ±0    | 06     |
| 3.  | SC 07 Bad Neuenahr | 3   | 1 | 0 | 2 | 005:600 | −1    | 03     |
| 4.  | VfL Wolfsburg      | 3   | 1 | 0 | 2 | 006:800 | −2    | 03     |

|                    | Ergebnis |                    |
| ------------------ | -------- | ------------------ |
| VfL Wolfsburg      | 3:1      | 1. FFC Frankfurt   |
| FF USV Jena        | 2:1      | SC 07 Bad Neuenahr |
| SC 07 Bad Neuenahr | 4:1      | VfL Wolfsburg      |
| 1. FFC Frankfurt   | 2:0      | FF USV Jena        |
| VfL Wolfsburg      | 2:3      | FF USV Jena        |
| SC 07 Bad Neuenahr | 0:3      | 1. FFC Frankfurt   |

### Finalrunde

#### Viertelfinale
|                        | Ergebnis        |                     |
| ---------------------- | --------------- | ------------------- |
| 1. FFC Turbine Potsdam | 1:1 (3:4 n. N.) | SC 07 Bad Neuenahr  |
| FCR 2001 Duisburg      | 3:1             | FF USV Jena         |
| 1. FFC Frankfurt       | 5:2             | Bayer 04 Leverkusen |
| Hamburger SV           | 1:1 (9:8 n. N.) | Bayern München      |

#### Halbfinale
|                    | Ergebnis        |                   |
| ------------------ | --------------- | ----------------- |
| SC 07 Bad Neuenahr | 1:2             | FCR 2001 Duisburg |
| 1. FFC Frankfurt   | 1:1 (9:8 n. N.) | Hamburger SV      |

#### Finale
|                   | Ergebnis |                  |
| ----------------- | -------- | ---------------- |
| FCR 2001 Duisburg | 0:4      | 1. FFC Frankfurt |

## Ehrungen
Der DFB ehrte nach dem Turnier die beste Torschützin, die beste Spielerin, die beste Torhüterin und die fairste Mannschaft. Dzsenifer Marozsán von Hallenpokalsieger 1. FFC Frankfurt wurde mit sechs Treffern Torschützenkönigin und zudem zur besten Spielerin des Turniers gewählt. Als beste Torhüterin wurde Almuth Schult vom SC 07 Bad Neuenahr gekürt. Für beide Spielerinnen war es jeweils die erste Auszeichnung. Den Fair-play-Preis erhielt Bayern München.